# Amietia inyangae
Amietia inyangae е вид жаба от семейство Pyxicephalidae. Видът е застрашен от изчезване.

## Разпространение
Разпространен е в Зимбабве.

## Описание
Популацията на вида е намаляваща.